# Kujula Kadphises

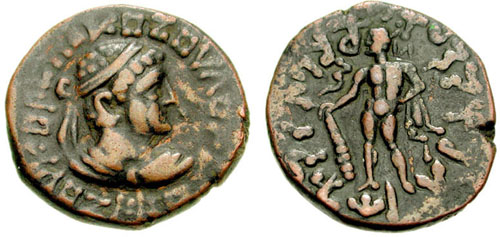
Moneda de Kujula Kadphises.

Kujula Kadphises (del bactriano: Κοζολα Καδαφεσ [Kozola Kadafes]) o Kadphises I (30-80), transcrito a veces en castellano como Kujula Kadfises, fue un príncipe kushán que unificó la confederación de los yuezhi y se convirtió en el primer emperador del Imperio kushán.

## Historia
Los orígenes de Kujula Kadphises son oscuros. Se le considera descendiente de Hereo, el primer gobernante kushán, o incluso idéntico a él. Es interesante señalar que Kujula compartió su nombre con algunos de los últimos reyes indogriegos, como Liaka Kusulaka, o Patika Kusulaka, lo que sugiere una posible conexión familiar.
En el proceso de expansión del reino hacia el Este, Kujula Kadphises y su hijo Vima Takto parecen haber desplazado al reino indoparto establecido en el noroeste de la India por Gondofares alrededor del año 20.

## Monedas
La mayoría de las monedas de Kujula Kadphises son de inspiración helénica, con el retrato, nombre y título del rey indogriego Hermeo en el anverso. Dado que tanto los kushán como los yuezhi ya utilizaron la lengua griega en las inscripciones de las monedas, la adopción de Hermeo no puede haber sido accidental. Posiblemente expresa una pretendida filiación de Kujula, o simplemente, el deseo de mostrarse como heredero de la tradición y prestigio de los indogriegos, para complacer a sus súbditos griegos.
En el reverso llevan el nombre de Kujula Kadphises con representaciones de Heracles. Se titula a Kujula como gobernante (no como rey) y seguidor del Dharma. Monedas más tardías, posiblemente póstumas, le titulan como maharajá o "Gran Rey".
Las inscripciones griegas de las monedas están barbarizadas o deformadas con letras incorrectas.
Unas pocas monedas adoptan el estilo romano, con una efigie que recuerda a César Augusto, pero con texto que se refiere a Kujula Kadphises. Esta influencia se relaciona con intercambios comerciales con el Imperio romano.